# 果龜
果龜（Notochelys platynota），又名馬來果龜、扁山龜、六板龜，是地龟科果龟属的唯一一种，分布于東南亞的緬甸、泰國、柬埔寨、西馬來西亞、印尼、越南及新加坡。

## 保育狀況
其被列為《瀕危野生動植物種國際貿易公約》附錄二的物種，被限制出口及貿易。

## 外部連結
- TIGR Reptile Database上的Notochelys platynota